# プラマー・テリア

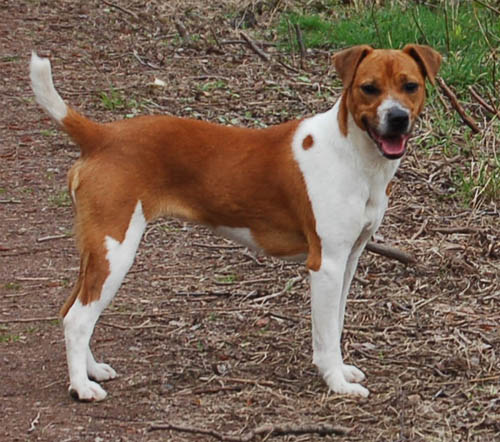
プラマー・テリア

プラマー・テリア（英：Plummer Terrier）は、イギリスのイングランド原産のテリア犬種のひとつである。旧称はハドレスフォード・ワーキング・テリア（英：Huddlesford Working Terirrer）。
現在の名前は本種のブリーダーである、作家のデビット・ブラウン・プラマー博士にちなんでつけられた。

## 歴史
1976年ごろに完成した、新しいワーキング・テリアの犬種である。南ウェールズのワーキング・テリアやウィルトシャーのワーキング・テリアを掛け合わせた交配種をベースとして、吠え声と嗅覚を強化するためのビーグル、頭部を強化して痛みに強くするためのブルテリア、攻撃性を軽減し、人に対して従順にさせ扱いやすくするためのフェル・テリア、肩を改良するためのジャック・ラッセル・テリアを順次掛け合わせて行くことで完成した。はじめのうちはジャック・ラッセル・ワーキング・テリア（ジャック・ラッセル・テリアの実猟形態の犬種）の一タイプとして認知されていたが、後に固定が進みそれらとの違いが顕著になったことを理由に独立して正式に犬種になった。
主にネズミ、ウサギ、キツネを狩るのに使われる。ハウンド犬とタックを組み、2匹で狩りを行った。獲物のにおいを追跡して発見し、獲物が穴に隠れると本種も穴にもぐって獲物と戦う。そして獲物を弱らせたり怒らせて地上におびき出し、最後はハウンド犬に仕留めてもらう。ネズミの場合は見つけ次第にさっさと捕獲を行い、自ら仕留める。
イギリスのザ・ケネルクラブへ公認登録の申請を行っている最中で、2007年の時点ではまだどこのケネルクラブにも公認されていない。多くはイギリス国内で飼育されていて、他の国ではほとんど飼われていない。大半の犬は実猟犬として飼育されているが、猟犬として向いていなかった犬はペットとして飼育されている。

## 特徴
体の上部に現れている、赤い布をかぶせたようなマーキングが本種のトレードマークである。毛色はレッド・アンド・ホワイトのみである。コートの長さはスムースで、非常に短く手入れがしやすい。目と鼻は黒々としていて、顔つきには愛嬌がある。筋肉質の引き締まった体つきで、首と脚が長い。肩はしっかりとしていて、胸は狭い。ストップは浅く、マズルは中くらいの長さで先が細い。耳はボタン耳、尾は飾り毛のない垂れ尾だが、3分の2ほどの長さに断尾することもある。運動神経が発達していて、瞬発力も高い。中型犬サイズで、性格は明るくやんちゃで元気があり、人懐こい。テリア犬種であるためやや気の強い一面もあるが、他のテリア種に比べると幾分かその気性は抑えられている。しつけの飲み込みは普通だがずる賢いといえるほど頭が回り、自分の好きな分野のものであればいくらでも知識を吸収する。やはりジャック・ラッセル・テリアと同じくいたずらをする傾向にあるが、別のことに気を向かせることで軽減することが可能である。運動量は普通である。